# Melkwit traliedrijfhorentje
Het melkwit traliedrijfhorentje (Alvania lactea) is een slakkensoort uit de familie van de drijfhorens (Rissoidae). De wetenschappelijke naam van de soort werd in 1832 voor het eerst geldig gepubliceerd door Michaud.

## Beschrijving
De roomkleurige schelp van het melkwit traliedrijfhorentje is 4 à 6 mm hoog. Ze is halfdoorzichtig met een korte, bolstaande spiraal van 5 à 6 windingen, de laatste relatief groot (ongeveer driekwart van de schelphoogte). De scheidingslijnen tussen de windingen, in dwarsdoorsnede gezien, vormen de basis van V-vormige uitsnijdingen. Het oppervlak, met uitzondering van de laatste winding, is getekend door langwerpige mazen, uitgerekt in de richting van de windingen. De opening is ongeveer half zo hoog als de schelp zelf; ze eindigt in een punt en is in de richting van de schelppunt veel smaller dan bij andere Alvania-soorten. Er is geen umbilicus.

## Verspreiding
Het melkwit traliedrijfhorentje wordt gevonden in de Middellandse Zee en de oostelijke Atlantische Oceaan van Marokko in het zuiden tot de Kanaaleilanden in het noorden. Het dier woont tussen algen en onder stenen vanaf de springvloed-eblijn en lager.